# Arabinènè
 (avril 2025).
Motif : WP:CAA
- Archive Wikiwix
- Bing
- Cairn
- DuckDuckGo
- E. Universalis
- Gallica
- Google
- G. Books
- G. News
- G. Scholar
- Persée
- Qwant
- (zh) Baidu
- (ru) Yandex
- (wd) trouver des œuvres sur Wikidata

| 1. | Préciser le motif de la pose du bandeau. | Précisez le motif de la pose du bandeau en utilisant la syntaxe suivante : {{admissibilité à vérifier\|date=juin 2025\|motif=remplacez ce texte par le motif}}                 |
| 2. | Informer les utilisateurs concernés.     | Pensez à avertir le créateur de l'article, par exemple, en insérant le code ci-dessous sur sa page de discussion : {{subst:avertissement admissibilité à vérifier\|Arabinènè}} |

Arabinènè est une entreprise guinéenne spécialisée dans le commerce électronique. Fondée en 2019 par Thierno Mamoudou Sow, elle exploite la plateforme de vente en ligne Arabinene.com, qui met en relation vendeurs et acheteurs principalement en Guinée. L'entreprise est enregistrée sous la forme juridique d'une société à responsabilité limitée unipersonnelle (SARLU), avec siège à Conakry.

## Historique
L'entreprise a été créée en juillet 2019 par Thierno Mamoudou Sow, juriste de formation. Le projet est né d’un constat : l’absence d’alternatives locales efficaces pour l’achat en ligne en Guinée.
Le site Arabinene.com a été lancé officiellement en janvier 2020, en pleine croissance de la demande pour des services numériques, notamment dans un contexte de transformation digitale accélérée.
Dès ses débuts, Arabinènè a adopté un modèle de place de marché (« marketplace »), dans lequel des vendeurs tiers peuvent proposer leurs produits à la vente sur la plateforme.

## Activités

### Plateforme de commerce électronique
Arabinènè propose une offre généraliste de produits de consommation, regroupés dans plusieurs catégories : électronique, mode, cosmétiques, électroménager, livres ou encore accessoires automobiles.
La plateforme combine deux modèles : la vente directe et l’hébergement de vendeurs tiers.

### Services complémentaires
Outre la vente en ligne, Arabinènè propose :
- Paiement électronique via cartes bancaires, Orange Money ou PayPal ;
- Livraison dans la région de Conakry, avec extension progressive au niveau national ;
- Service après-vente et assistance clientèle[3].

## Organisation
La structure opérationnelle repose sur une équipe pluridisciplinaire couvrant notamment les domaines du développement web, de la logistique, du service client et du marketing numérique. L'entreprise revendique plusieurs partenariats locaux, notamment avec des prestataires logistiques et des établissements de paiement.

## Présence numérique
Arabinènè est accessible via son site web ainsi qu’une application mobile Android. Elle maintient une présence active sur les réseaux sociaux, notamment Facebook, Instagram, Twitter et YouTube.

## Réception et évaluation
L’entreprise a été mentionnée dans plusieurs médias guinéens comme un exemple de dynamique entrepreneuriale dans le secteur numérique. Elle est présentée comme un des acteurs émergents du e-commerce dans le pays,,.

## Critiques et limites
L’entreprise fait face à des défis logistiques et infrastructurels, inhérents au contexte guinéen. L'accès à Internet, la bancarisation et la couverture logistique limitée en zones rurales constituent des obstacles au développement rapide de la vente en ligne dans le pays.